# Ондалснес
Ондалснес норв. Åndalsnes) — місто (статус із 1996 р.) і порт у норвезькому муніципалітеті Раума в лені Мере-ог-Ромсдал. Ондалснес — адміністративний центр муніципалітету Раума. Він розташований уздовж Ісфіорду, в гирлі річки Раума, на північному кінці долини Ромсдален. Село Ісфьорден лежить приблизно за 7 кілометрів на схід, Веблунгснес західніше через Рауму, а Іннфіорд лежить приблизно за 10 кілометрів на південний захід через шосе Європейський маршрут E136.
Станом на 1 січня 2023 року в місті проживало 2449 осіб.
У Ондалснесі закінчується Сходи тролів, відрізок норвезької національної дороги RV63, що з'єднує місто і Валлдал (норв. Valldal) в комуні Нордаль (норв. Norddal) в адміністративний поділ Норвегії Мере-ог-Ромсдал, прокладений у надзвичайно складних умовах місцевості і є зразком інженерного мистецтва.